# Alexander Fleming Award
Der Alexander Fleming Award ist die höchste Auszeichnung der Infectious Diseases Society of America. Er wird jährlich verliehen für die Lebensleistung auf dem Gebiet der Erforschung und Bekämpfung von Infektionskrankheiten und hieß vorher Bristol Award. Er ist nach Alexander Fleming benannt.

## Preisträger
- 1964 Ellard Yow
- 1965 W. Barry Wood
- 1966 Maxwell Finland
- 1967 Chester Keefer
- 1968 John Holmes Dingle
- 1969 Thomas Francis junior
- 1970 Karl Friedrich Meyer
- 1971 Colin MacLeod
- 1972 Paul Beeson
- 1973 Charles Rammelkamp
- 1974 Lawrence Sherwood
- 1975 Harry Dowling
- 1976 Saul Krugman
- 1977 William Kirby
- 1978 Louis Weinstein
- 1979 Gordon Meikeljohn
- 1980 Thomas Huckle Weller
- 1981 Jay Sanford
- 1982 Edward Kass
- 1983 Wesley Spink
- 1984 Morton Swartz
- 1985 Elisha Atkins
- 1986 Robert Austrian
- 1987 Sydney Feingold
- 1988 Samuel L. Katz
- 1989 Willy Burdorfer
- 1990 George McCracken Jr.
- 1991 Theodore Woodward
- 1992 Sheldon M. Wolff
- 1993 Seymour Klebanoff
- 1994 Paul Quie
- 1995 Jerome O. Klein
- 1996 Jack S. Remington
- 1997 Andre J. Nahmias
- 1998 Vincent Andriole
- 1999 Anthony S. Fauci
- 2000 Gerald L. Mandel
- 2001 William A. Craig
- 2002 Gerald T. Keusch
- 2003 Bennett Lorber
- 2004 Stanley A. Plotkin
- 2005 John G. Bartlett
- 2006 Merle A. Sande
- 2007 Sherwood L. Gorbach
- 2008 Robert C. Moellering Jr.
- 2009 Arnold S. Monto
- 2010 Herbert L. DuPont
- 2011 Barton F. Haynes
- 2012 Martin S. Hirsch
- 2013 King K. Holmes
- 2014 Martin J. Blaser
- 2015 Anne Gershon
- 2016 Frederick Sparling, Carol Baker
- 2017 Barbara E. Murray
- 2018 Richard J. Whitley
- 2019 Michael Scheld
- 2020 James D. Cherry
- 2021 David Relman
- 2022 Lawrence Corey
- 2023 Susan Swindells
- 2024 David N. Gilbert